# Croatia Open Umag 1998 - Qualificazioni doppio
Le qualificazioni del doppio  del Croatia Open Umag 1998 sono state un torneo di tennis preliminare per accedere alla fase finale della manifestazione. I vincitori dell'ultimo turno sono entrati di diritto nel tabellone principale. In caso di ritiro di uno o più giocatori aventi diritto a questi sono subentrati i lucky loser, ossia i giocatori che hanno perso nell'ultimo turno ma che avevano una classifica più alta rispetto agli altri partecipanti che avevano comunque perso nel turno finale.
Le qualificazioni del doppio del torneo Croatia Open Umag 1998 prevedevano 4 coppie partecipanti di cui una è entrata nel tabellone principale.

## Teste di serie
1. Leoš Friedl /  Petr Kovačka (Qualificati)

1. Adolf Musil /  Valentino Pest (primo turno)

## Qualificati
1. Leoš Friedl  /   Petr Kovačka

## Tabellone

### Legenda
| - Q = Qualificato - WC = Wild card - LL = Lucky loser | - ALT = Alternate - SE = Special Exempt - PR = Protected Ranking | - w/o = Walkover - r = Ritirato - d = Squalificato |

|  | Primo turno | Primo turno                          | Primo turno                          | Primo turno                          | Primo turno |  |  | Ultimo turno | Ultimo turno                         | Ultimo turno                         | Ultimo turno | Ultimo turno |  |
|  |             |                                      |                                      |                                      |             |  |  |              |                                      |                                      |              |              |  |
|  | 1           | Leoš Friedl Petr Kovačka             | Leoš Friedl Petr Kovačka             | 6                                    | 6           |  |  |              |                                      |                                      |              |              |  |
|  |             | Goran Orešić Ivan Vajda              | Goran Orešić Ivan Vajda              | 3                                    | 2           |  |  | 1            | Leoš Friedl Petr Kovačka             | Leoš Friedl Petr Kovačka             | 6            | 6            |  |
|  |             | Denan Islambegovic Emanuel Rasberger | Denan Islambegovic Emanuel Rasberger | Denan Islambegovic Emanuel Rasberger | W-O         |  |  |              | Denan Islambegovic Emanuel Rasberger | Denan Islambegovic Emanuel Rasberger | 0            | 1            |  |
|  | 2           | Adolf Musil Valentino Pest           | Adolf Musil Valentino Pest           | Adolf Musil Valentino Pest           |             |  |  |              |                                      |                                      |              |              |  |